# Mode disco
La mode disco est une tendance éphémère apparue entre le milieu et la fin des années 1970. Celle-ci est brillante, sexy et colorée, voyante.

## Description

Illustration.

Une partie des origines de ce style se situe dans les ghettos noirs américains où ceux qui le portent cherchent à s'éloigner du classicisme de la communauté blanche et WASP. La mode hippie hédoniste laisse place à une tendance plus voyante et excessive, ostentatoire. La multitude d'influences de la musique disco se ressent dans l'habillement, le style reste donc très varié, même si certains éléments dominent : les amateurs de discothèque portent souvent des vêtements glamour et extravagants pour leurs soirées, avec un rejet de certaines conventions caractérisé. « Les discothèques ne sont rien si ce n'est un monde fantastique où vous pouvez changer d'identité en changeant de costume ». Cette mode doit s'entendre et se voir ; elle est, la plupart du temps, colorée, 
ne se prend pas au sérieux et évoque le monde de la nuit et de la fête . Certaines femmes ont des robes, voire mini-robes, fines et fluides ou des pantalons amples et évasés. D'autres femmes portent des combinaisons en lamé, des vêtements moulants en spandex ou autre textiles synthétiques tels le satin ou le lycra, révélateurs et sexy ; ceux-ci devant mettre en valeur leur corps, tels que des vêtements sans dos, des hot pants, des bustiers, des vêtements près du corps ou des catsuits. L'usage du satin est significatif ainsi que le maquillage accentué et parfois les paillettes,,,,. 

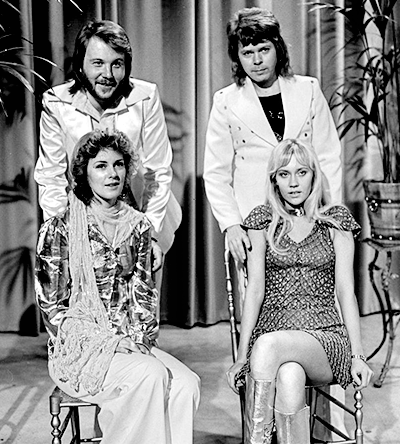
ABBA, 1974.

Les hommes s'habillent avec des chemises en polyester brillantes, souvent serrées, parfois ornées de motifs colorés et des cols pointus très larges (dit « pelle à tarte »), de préférence ouverts à la poitrine ou encore des chemises à jabot. Les hommes portent également des costumes, des vêtements trois pièces avec un gilet comme Tony Manero dans La Fièvre du samedi soir. Les pantalons sont généralement moulants dans certaines parties du corps, telles que le bas ventre et au niveau des cuisses, mais la partie inférieure du pantalon est évasée, bien que la tendance des pattes d'éléphant héritée des hippies californiens soit en régression vers la fin des années 1970,,. Les deux sexes peuvent porter des bottines avec ou sans plateforme.
À l’époque du disco, les hommes se livrent à des rituels de toilette sophistiqués et choisissent des vêtements de mode, deux activités qui peuvent être considérées comme « féminines » au regard des stéréotypes de genre de cette époque. Les danseuses se doivent d'être créatives et portent des vêtements qui miroitent sous les lumières. Les couleurs vives sont populaires pour les deux sexes. Les chaussures et les bottes pour les femmes et les talons hauts sont eux aussi populaires. La silhouette reste allongée, fine. Collier et médaille et gros bijoux sont un accessoire de mode commun, ainsi que parfois le chapeau et surtout des cheveux volumineux (dégradés, coupe afro). Homme ou femme, le style est peu cher et facile à reproduire, permettant l'accès à tous. Cette mode va se propager dans les pays occidentaux au fur et à mesure du succès de la musique, vecteur de diffusion. Certains artistes vont plus particulièrement influencer ou marquer cette époque, tels ABBA et leurs costumes toujours imaginatifs ou Grace Jones icône de mode,,,. « Le disco […] n'est pas qu'un rythme, c'est aussi un style, un monde à part entière… Tant que le public voudra se donner en spectacle, le disco continuera à lui servir de scène » écrit le Vogue anglais. Mais cet éphémère « look disco » ne survit pas à l'arrivée des années 1980.